# Kathleen Shaw
Gertrude Kathleen Shaw (Barton-upon-Irwell, Inglaterra, 18 de janeiro de 1903 – 19 de julho de 1983) foi uma patinadora artística britânica. Ela conquistou uma medalha de bronze em campeonatos mundiais, e foi campeã britânica três vezes.

## Principais resultados
| Resultados                                            | Resultados    | Resultados    | Resultados        | Resultados      | Resultados    | Resultados      | Resultados      |
| Internacional                                         | Internacional | Internacional | Internacional     | Internacional   | Internacional | Internacional   | Internacional   |
| Evento/Temporada                                      | 1923– 1924    | 1924– 1925    | 1925– 1926        | 1926– 1927      | 1927– 1928    | 1928– 1929      | 1929– 1930      |
| ----------------------------------------------------- | ------------- | ------------- | ----------------- | --------------- | ------------- | --------------- | --------------- |
| Jogos Olímpicos                                       | 7.ª           |               |                   |                 | 14.ª          |                 |                 |
| Campeonato Mundial                                    |               | 4.ª           | Medalha de bronze |                 | 6.ª           |                 |                 |
| Campeonato Europeu                                    |               |               |                   |                 |               |                 | 8.ª             |
| Nacional                                              |               |               |                   |                 |               |                 |                 |
| Campeonato Britânico                                  |               |               |                   | Medalha de ouro |               | Medalha de ouro | Medalha de ouro |
|                                                       |               |               |                   |                 |               |                 |                 |
| Legenda: Competição não foi disputada nesta temporada |               |               |                   |                 |               |                 |                 |